# Franco Jara
Franco Daniel Jara (ur. 15 lipca 1988 w Villa María) – argentyński piłkarz występujący na pozycji napastnika. Zawodnik klubu CA Belgrano.

## Kariera klubowa
Jara zawodową karierę rozpoczynał w sezonie 2007/2008 w Arsenalu Sarandí z Primera División Argentina. W tych rozgrywkach zadebiutował 2 czerwca 2008 roku w przegranym 1:3 pojedynku z Boca Juniors. Było to jednak jedyne spotkanie rozegrane przez niego w tamtym sezonie. 11 kwietnia 2009 roku w zremisowanym 1:1 meczu z Colónem strzelił pierwszego gola w Primera División. W barwach Arsenalu rozegrał w sumie 49 spotkań i zdobył 9 bramek.
W 2010 roku Jara podpisał kontrakt z portugalską Benfiką. W Primeira Liga zadebiutował 15 sierpnia 2010 roku w przegranym 1:2 pojedynku z Akadémiką Coimbra, w którym strzelił także bramkę.

## Kariera reprezentacyjna
W reprezentacji Argentyny Jara zadebiutował 27 stycznia 2010 roku w wygranym 3:2 towarzyskim meczu z Kostaryką, w którym strzelił także gola.